# Bundesstraße (Austria)

Segnale identificativo di una strada federale

Le Bundesstraße (lett. "strada federale" e classificate come B xxx), dal 2002 Landesstraße B, sono le principali arterie stradali dell'Austria.

## Storia
Prima del 2002 erano gestite dalla società federale ASFINAG.
Nel 2002 queste strade sono state cedute agli stati federati, facendole diventare così delle Landesstraße. Tuttavia, vengono ancora classificate con il prefisso B, per distinguerle dalle rimanenti Landesstraße che vengono indicate con il prefisso L, ad eccezione dello stato del Vorarlberg, ove tutte le Bundesstraße sono state classificate con il prefisso L.

## Lista
| Numero | Denominazione                                                  | Capisaldi | Lunghezza (km) |
| ------ | -------------------------------------------------------------- | --- | -------------- |
| 1      | Wiener Straße                                                  | Vienna – Linz – Salisburgo - Confine di Stato con la Germania presso Walserberg | 325,9          |
| 1a     | Diramazione St. Pölten                                         | St. Pölten (B 1)–St. Pölten (S 33) | 3,0            |
| 1b     | Diramazione Linz                                               | Linz (B 1)–Linz (A 7) - Amstetten | 1,2            |
| 2      | Waldviertler Straße                                            | Schöngrabern – Neu-nagelberg - Confine di Stato con la Repubblica Ceca | 98,8           |
| 3      | Donau Straße                                                   | Engelhartstetten–Stockerau - Krems an der Donau–Linz | 195            |
| 3a     | Donau Straße                                                   | Melk–Emmersdorf an der Donau (ponte sul Danubio) | 3,9            |
| 3b     | Donau Straße, diramazione Kaisermühlen                         | Vienna Donaustadtstraße | 2,8            |
| 3c     | Donau Straße, Ortsdurchfahrung Perg                            | Perg Ost (rotatoria bretella di Münzbach)–Perg West (B 3) |                |
| 3d     | Donau Straße, diramazione Hirschstetten                        | Vienna Hirschstetten–Groß-Enzersdorf, progetto originario, oggi pianificato come parte della A 23 |                |
| 4      | Horner Straße                                                  | Stockerau–Geras | 74,1           |
| 5      | Waidhofener Straße                                             | Allwangspitz– Confine di stato con la Repubblica Ceca presso Grametten | 41,9           |
| 6      | Laaer Straße                                                   | Korneuburg–Hanfthal bei Laa an der Thaya | 46,0           |
| 7      | Brünner Straße                                                 | Vienna/Floridsdorfer Spitz– Confine di stato con la Repubblica Ceca presso Drasenhofen | 66,4           |
| 8      | Angerner Straße                                                | Vienna–Angern | 39,9           |
| 8a     | Angerner Straße, diramazione Zwerndorf                         | Weikendorf–Zwerndorf | 6,2            |
| 8a     | Angerner Straße, diramazione                                   | Vienna (B 8)–Vienna (S 2) (vormals Teil der S 2) | 0,8            |
| 9      | Preßburger Straße                                              | Schwechat– Confine di stato con la Slovacchia presso Berg | 46,9           |
| 10     | Budapester Straße                                              | Vienna Simmering– Confine di stato con l'Ungheria presso Nickelsdorf | 60,0           |
| 11     | Mödlinger Straße                                               | Schwechat–Weissenbach an der Triesting | 50,2           |
| 12     | Brunner Straße                                                 | Vienna–Brunn am Gebirge–Mödling | 13,6           |
| 12a    | Brunner Straße, diramazione Brunn am Gebirge                   | Brunn am Gebirge–Wiener Neudorf | 3,0            |
| 12b    | Brunner Straße, diramazione Altmannsdorf                       | Vienna Sagedergasse | 0,7            |
| 13     | Laaber Straße                                                  | Brunn am Gebirge–Preßbaum | 17,5           |
| 13a    | Laaber Straße, Liesingtal Straße                               | Vienna Rodaun–Vienna Neu-Erlaa | 5              |
| 14     | Klosterneuburger Straße                                        | Vienna-Simmering–Tulln | 45,9           |
| 14a    | Klosterneuburger Straße, diramazione Brigittenauer Brücke      | Vienna Brigittenauer Brücke | 1,2            |
| 14b    | Klosterneuburger Straße, diramazione Schwechat                 | Vienna Alberner Hafenzufahrtsstraße | 1,9            |
| 15     | Mannersdorfer Straße                                           | Leopoldsdorf presso Vienna–Donnerskirchen | 38,0           |
| 16     | Ödenburger Straße                                              | Vienna–Confine di stato con l'Ungheria (Klingenbach) | 60,0           |
| 17     | Wiener Neustädter Straße                                       | Vienna–Gloggnitz, in passato attraverso Semmeringpass e Villaco fino al confine di stato italiano | 73,1           |
| 18     | Hainfelder Straße                                              | Günselsdorf–Traisen | 55,7           |
| 19     | Tullner Straße                                                 | Altlengbach–Göllersdorf | 50,3           |
| 19a    | Tullner Straße–diramazione Donaubrücke                         | Tulln | 0,9            |
| 20     | Mariazeller Straße                                             | Sankt Pölten–Kapfenberg | 133,9          |
| 21     | Gutensteiner Straße                                            | Theresienfeld bzw. Wiener Neustadt Nord–Mariazell | 102,0          |
| 21a    | Gutensteiner Straße, diramazione Wöllersdorf - Sollenau        | Wöllersdorf - Sollenau |                |
| 21b    | Gutensteiner Straße, diramazione Wöllersdorf - Wiener Neustadt | Wöllersdorf - Wiener Neustadt |                |
| 22     | Grestner Straße                                                | Saffen–Gstadt bei Opponitz | 28,6           |
| 23     | Lahnsattelstraße                                               | Mürzzuschlag–Mürzsteg–Terz | 40,9           |
| 24     | Hochschwab Straße                                              | Gußwerk–Wildalpen–Palfau | 50,0           |
| 25     | Erlauftal Straße                                               | Persenbeug–Lainbach | 85,2           |
| 26     | Puchberger Straße                                              | Wiener Neustadt–Puchberg–Neunkirchen | 46,3           |
| 27     | Höllental Straße                                               | Rohr im Gebirge–Gloggnitz | 38,7           |
| 28     | Puchenstubner Straße                                           | Neubruck (Scheibbs)–Reith | 27,0           |
| 29     | Manker Straße                                                  | Ober-Grafendorf–Scheibbs | 41,3           |
| 30     | Thayatal Straße                                                | Guntersdorf–Schrems, früher B 215 | 113,4          |
| 31     | Ybbstal Straße                                                 | Waidhofen an der Ybbs–Göstling an der Ybbs | 43,8           |
| 32     | Gföhler Straße                                                 | B 37–Gföhl–Brunn an der Wild (B 2) in passato fino a Senftenberg fino alla vecchia B 37 | 24,9           |
| 33     | Aggsteiner Straße                                              | Melk–Krems an der Donau | 34,7           |
| 33a    | Aggsteiner Straße–diramazione Ponte sul Danubio a Mautern      | Mautern–Krems an der Donau | 1,0            |
| 34     | Kamptal Straße                                                 | Kollersdorf–Horn in passato da Kollersdorf via Horn fino a Rastenfeld | 45,7           |
| 35     | Retzer Straße                                                  | Krems an der Donau–Mitterretzbach (confine di stato con la Repubblica Ceca) | 60,4           |
| 36     | Zwettler Straße                                                | Persenbeug–Dobersberg percorso precedente da Zwettl a Persenbeug | 104,2          |
| 37     | Kremser Straße                                                 | Traismauer–Rastenfeld, percorso precedente da Dobersberg via Senftenberg a Krems, il tratto da Rastenfeld a Zwettl era in passato B 218a                                                                                     | 35,2           |
| 38     | Böhmerwald Straße                                              | Horn–Zwettl–Freistadt–confine di stato presso Wegscheid con la Germania, Percorso originario da Merzenstein a Karlstift, parte di Karlstift verso Kollerschlag già B 128 e B 41, da Merzenstein a Horn già B 124/ B 37/ B 34 | 174,8          |
| 39     | Pielachtal Straße                                              | Spratzern–Winterbach | 44,2           |
| 40     | Mistelbacher Straße                                            | Hollabrunn–Dürnkrut (confine di stato con la Slovacchia) | 76,3           |
| 41     | Gmünder Straße                                                 | Schrems–Karlstift, in passato fino a Freistadt | 36,9           |
| 42     | Haager Straße                                                  | Haag–Wachtberg | 14,4           |
| 43     | Traismaurer Straße                                             | Mitterndorf–Traismauer | 20,2           |
| 44     | Neulengbacher Straße                                           | Purkersdorf–Neulengbach | 23,4           |
| 45     | Pulkautal Straße                                               | Horn–Laa an der Thaya | 60,3           |
| 46     | Staatzer Straße                                                | Schrick–Laa an der Thaya (confine di stato con la Repubblica Ceca) | 32,4           |
| 47     | Lundenburger Straße                                            | Wilfersdorf–Reintal (confine di stato con la Repubblica Ceca) | 21,0           |
| 48     | Erdöl Straße                                                   | Bullendorf–Hohenau an der March (confine di stato con la Slovacchia) | 21,9           |
| 49     | Bernstein Straße                                               | Bad Deutsch Altenburg–Reintal | 74,1           |
| 50     | Burgenland Straße                                              | Diramazione dalla B 9 nei pressi di Berg–Parndorf–Eisenstadt–Mattersburg–Oberpullendorf–Oberwart–Hartberg | 145,3          |
| 50a    | Burgenland Straße                                              | Wolfsthal–Kittsee | 6,3            |
| 51     | Neusiedler Straße                                              | Neusiedl am See–Pamhagen (confine di stato con l'Ungheria) | 37,2           |
| 52     | Ruster Straße                                                  | Eisenstadt–Mörbisch | 19,6           |
| 53     | Pöttschinger Straße                                            | Wiener Neustadt–Zemendorf, già S 4 | 17,8           |
| 54     | Wechsel Straße                                                 | Wiener Neustadt–Aspang–Wechselpass–Hartberg–Gleisdorf–Ludersdorf-Wilfersdorf | 111,3          |
| 55     | Kirchschlager Straße                                           | Grimmenstein–Rattersdorf | 47,0           |
| 56     | Geschriebenstein Straße                                        | Lockenhaus–Güssing | 64,5           |
| 57     | Güssinger Straße                                               | Oberwart–Güssing–Jennersdorf–Feldbach | 74,1           |
| 57a    | Stegersbacher Straße                                           | Stegersbach–Rudersdorf | 16,6           |
| 58     | Doiber Straße                                                  | Doiber–Bonisdorf (confine di stato con la Slovenia) | 11,8           |
| 59     | Eisenstädter Straße                                            | Großhöflein–Eisenstadt | 5,2            |
| 60     | Leitha Straße                                                  | Wiener Neustadt–Fischamend | 51             |
| 61     | Günser Straße                                                  | Steinberg-Dörfl (S 31, B 50)–Unterpullendorf–confine di stato presso Rattersdorf | 12,9           |
| 62     | Deutschkreutzer Straße                                         | Weppersdorf (S 31)–Horitschon–confine di stato presso Deutschkreutz | 19,6           |
| 63     | Steinamangerer Straße                                          | Pinggau–Oberwart–confine di stato presso Schachendorf con l'Ungheria | 43,6           |
| 63a    | Oberwarter Straße                                              | Oberwart (Circonvallazione) | 5,7            |
| 64     | Rechberg Straße                                                | Gleisdorf–Weiz–Frohnleiten | 50,5           |
| 65     | Gleisdorfer Straße                                             | Graz–Gleisdorf–Ilz–Fürstenfeld–confine di stato presso Heiligenkreuz con l'Ungheria | 42,9           |
| 66     | Gleichenberger Straße                                          | Ilz–Feldbach–Halbenrain | 42,9           |
| 67     | Grazer Straße                                                  | Bruck an der Mur–confine di stato presso Spielfeld con la Slovenia | 64,0           |
| 67a    | Grazer Ring Straße                                             | Graz Andritz–Graz-Webling | xx,x           |
| 67b    | Kalvariengürtel Straße                                         | Graz Kalvariengürtel–Graz Grabengürtel | xx,x           |
| 67c    | Waltendorfer Straße                                            | Graz Karlauer Gürtel–Graz Waltendorf | xx,x           |
| 68     | Feldbacher Straße                                              | Gleisdorf–Feldbach | 23,1           |
| 69     | Südsteirische Grenz Straße                                     | Lavamünd–confine di stato con presso Bad Radkersburg con la Slovenia | 107,6          |
| 70     | Packer Straße                                                  | Graz–Klagenfurt | 157,7          |
| 70a    | Packer Straße, diramazione Wolfsberg/Süd                       | Wolfsberg | xx,x           |
| 70b    | Packer Straße, diramazione Wolfsberg/Nord                      | Wolfsberg | xx,x           |
| 71     | Zellerrain Straße                                              | Grubberg–Mariazell | 30,5           |
| 72     | Weizer Straße                                                  | Graz–Weiz–Krieglach | 88             |
| 73     | Kirchbacher Straße                                             | Graz/Liebenau (A 2)–Hausmannstätten–Kirchbach–Neugralla (B 67) | 44,4           |
| 74     | Sulmtal Straße                                                 | Anschlussstelle Leibnitz (A 9) presso Gralla–Deutschlandsberg (B 76) | 32,9           |
| 75     | Glattjoch Straße                                               | Neuhaus (B 145,B 320)–Glattjoch–Oberwölz–Niederwölz (B 96) | 34,1           |
| 76     | Radlpass Straße                                                | Lieboch(B 70)–confine di stato con la Slovenia presso il passo Radl | 49,3           |
| 77     | Gaberl Straße                                                  | Judenburg (S 36)–Weißkirchen–Gaberl–Köflach (B 70) | 49,9           |
| 78     | Obdacher Straße                                                | Twimberg (Packer Straße)–Bad Sankt Leonhard im Lavanttal–Zeltweg | 40,7           |
| 79     | Voitsberg-Köflacher Straße                                     | progettata, ma mai costruita; fino al 1972 la St. Pauler Straße è stata denominata B 79 |                |
| 80     | Lavamünder Straße                                              | Ruden–Lavamünd–confine di stato presso Rabenstein | 32,5           |
| 80a    | Lippitzbacher Straße                                           | Griffen (B 70)–Bleiburg–confine di stato presso Bleiburg | 20             |
| 81     | Bleiburger Straße                                              | Sittersdorf (B 82)–Bleiburg–Lavamünd (B 80) | 33,9           |
| 82     | Seeberg Straße                                                 | Sankt Veit (S 37)–Brückl–Völkermarkt–Bad Eisenkappel–confine di stato al Kärntner Seeberg presso il passo di Seeberg con la Slovenia                                                                                         | 64,9           |
| 83     | Kärntner Straße                                                | Klagenfurt/Nord (A 2, S 37)–Pörtschach–Villaco–confine di stato presso Thörl | 69,2           |
| 84     | Faakersee Straße                                               | Villaco (B 83)–Ledenitzen (B 85) | 13,4           |
| 85     | Rosental Straße                                                | Fürnitz (B 83)–Ledenitzen–Feistritz–Ferlach–Miklauzhof (B 82) | 69,7           |
| 86     | Villacher Straße                                               | Villaco (Untere Fellach) (B 100)–Villaco (Auen) (B 83) | 6,5            |
| 87     | Weißensee Straße                                               | Greifenburg (B 100)–Weißbriach–Hermagor (B 111) | 26,7           |
| 88     | Kleinkirchheimer Straße                                        | Radenthein (B 98)–Bad Kleinkirchheim–Patergassen (B 95) | 13,7           |
| 89     | Fürstenfelder Straße                                           | Riegersdorf–Heiligenkreuz, oggi B 319 e B 65 |                |
| 90     | Nassfeld Straße                                                | Tröpolach (B 111)–confine di stato presso Naßfeld | 12,8           |
| 91     | Loiblpass Straße                                               | Klagenfurt–Loibltunnel (confine di stato con la Slovenia) | 24,5           |
| 92     | Görtschitztal Straße                                           | Klagenfurt–Neumarkt in Steiermark | 62,5           |
| 93     | Gurktal Straße                                                 | Zwischenwässern–Feldkirchen in Kärnten | 43             |
| 94     | Ossiacher Straße                                               | Frauenstein–Villaco | 52,1           |
| 95     | Turracher Straße                                               | Klagenfurt (B 83)–Feldkirchen–Patergassen–Turracher Höhe–Predlitz–Tamsweg–Mauterndorf (B 99) | 99,4           |
| 96     | Murtal Straße                                                  | Scheifling–Unterweißburg | 70,5           |
| 97     | Murauer Straße                                                 | Murau–Predlitz | 21             |
| 98     | Millstätter Straße                                             | Seebach–Treffen | 43,3           |
| 99     | Katschberg Straße                                              | Bischofshofen–Spittal/Drau, in passato da Radstadt | 114,0          |
| 100    | Drautal Straße                                                 | Villaco–confine di stato con l'Italia presso Sillian | 135,6          |
| 105    | Mallnitzer Straße                                              | Obervellach–Mallnitz/stazione ferroviaria | 7,9            |
| 106    | Mölltal Straße                                                 | Möllbrücke–Winklern | 50,8           |
| 107    | Großglocknerstraße                                             | Heiligenblut–Dölsach | 34,8           |
| 107a   | Großglocknerstraße diramazione Lienz                           | Dölsach–Dölsach | 1,8            |
| 108    | Felbertauernstraße                                             | Mittersill–Matrei–Lienz | 27,4           |
| 109    | Wurzenpass Straße                                              | Hart–Wurzenpass (confine di stato con la Slovenia) | 7,5            |
| 110    | Plöckenpass Straße                                             | Oberdrauburg–Plöckenpass (confine di stato con l'Italia) | 22,5           |
| 111    | Gailtalstraße                                                  | Arnoldstein–Strassen | 111            |
| 112    | Gesäuse Straße                                                 | Hieflau - Liezen, in passato fino a Bischofshofen, dal 1 aprile 1986 denominata B 146 |                |
| 113    | Schoberpass Straße                                             | Sankt Michael in Obersteiermark–Liezen | 71             |
| 114    | Triebener Straße                                               | Trieben–Furth/Sankt Peter ob Judenburg | 44,5           |
| 114a   | Triebener Straße, diramazione Pöls                             | Pöls–Sankt Georgen ob Judenburg |                |
| 115    | Eisen Straße                                                   | Steyr–Traboch | 123,5          |
| 115a   | Donawitzer Straße                                              | Trofaiach–Leoben | 8              |
| 116    | Leobener Straße                                                | Sankt Marein im Mürztal–Sankt Michael in Obersteiermark | 37,2           |
| 117    | Buchauer Straße                                                | Altenmarkt bei Sankt Gallen–Admont | 24             |
| 119    | Greiner Straße                                                 | Grein–Weitra | 82             |
| 119a   | Greiner Straße, diramazione Königswiesen                       | Sankt Georgen am Walde–Königswiesen |                |
| 120    | Scharnsteiner Straße                                           | Gmunden–Inzersdorf im Kremstal | 32             |
| 121    | Weyerer Straße                                                 | Amstetten–Weyer | 42             |
| 121    | Weyerer Straße, diramazione Amstetten                          | Amstetten |                |
| 122    | Voralpen Straße                                                | Weißes Kreuz (B 121)–Sattledt | 64,5           |
| 122a   | Voralpen Straße, diramazione Steyr                             | Steyr–Münichholz |                |
| 123    | Mauthausener Straße                                            | Ennsdorf–Mauthausen-Pregarten | 19.5           |
| 123a   | Sankt Valentiner Straße                                        | Sankt Valentin–Pyburg | 5              |
| 124    | Königswiesener Straße                                          | Unterweitersdorf–Merzenstein | 66             |
| 125    | Prager Straße                                                  | Linz–Unterweitersdorf | 26,5           |
| 126    | Leonfeldener Straße                                            | Linz–Weigetschlag (confine di stato con la Repubblica Ceca) | 34             |
| 127    | Rohrbacher Straße                                              | Linz–Aigen im Mühlkreis |                |
| 127a   | Rohrbacher Straße, diramazione St. Margarethen                 | Linz Urfahr-Linz (B 129) progetto, quarto ponte sul Danubio da costruire a partire dal 2009 | 51             |
| 128    | Sternwald Straße                                               | Freistadt - Kollerschlag (confine di stato con la Germania) unita con la Böhmerwald Straße il 1 aprile 1983 | 73             |
| 129    | Eferdinger Straße                                              | Linz–Taufkirchen an der Pram | 68             |
| 130    | Nibelungen Straße                                              | Eferding–Confine di stato presso Passavia con la Germania | 52             |
| 131    | Aschacher Straße                                               | Ottensheim–Aschach an der Donau | 14,5           |
| 132    | Mühllackener Straße                                            | Mühllacken–Lacken | 5,5            |
| 133    | Theninger Straße                                               | Hörsching-Neubau–Alkoven | 11             |
| 134    | Wallerner Straße                                               | Eferding–Pichl bei Wels | 15,0           |
| 135    | Gallspacher Straße                                             | Grieskirchen–Roitham | 31,9           |
| 136    | Sauwald Straße                                                 | Schärding–Engelhartszell | 31             |
| 137    | Innviertler Straße                                             | Wels–Schärding (confine di stato) | 61             |
| 137a   | Innviertler Straße (strada privata della Federazione)          | (B 137)–(B 149) |                |
| 138    | Pyhrnpass Straße                                               | Wels–Liezen | 91,5           |
| 139    | Kremstal Straße                                                | Linz–Rohr im Kremstal |                |
| 139a   | Kremstal Straße–circonvallazione Traun                         | Traun (incrocio B 1/ B 139–L 1390 | 34             |
| 140    | Steyrtal Straße                                                | Sierning–Klaus | 25             |
| 141    | Rieder Straße                                                  | Stritzing–Altheim | 46,5           |
| 141a   | Rieder Straße, diramazione Walchshausen                        | Ried im Innkreis–Walchshausen | xx,x           |
| 142    | Mauerkirchener Straße                                          | Uttendorf–Harterding | 12             |
| 143    | Hausruck Straße                                                | Ort im Innkreis–Vöcklabruck | 48,2           |
| 144    | Gmundener Straße                                               | Lambach–Gmunden | 24             |
| 145    | Salzkammergut Straße                                           | Vöcklabruck–Neuhaus (Gemeinde Pürgg) | 98             |
| 146    | Gesäuse Straße                                                 | Liezen–Hieflau | 51             |
| 147    | Braunauer Straße                                               | Straßwalchen–Braunau, già B 147 | 43,5           |
| 148    | Altheimer Straße                                               | Ort im Innkreis–Braunau | 36,6           |
| 149    | Subener Straße                                                 | Sankt Florian am Inn–Sankt Marienkirchen bei Schärding | 7,4            |
| 150    | Salzburger Straße                                              | Salisburgo Nord–Salisburgo Sud, già in parte B 341 | 13             |
| 151    | Attersee Straße                                                | Timelkam–Mondsee |                |
| 152    | Seeleiten Straße                                               | Seewalchen–Unterach |                |
| 153    | Weißenbacher Straße                                            | Weißenbach–Mitterweißenbach | 13,5           |
| 154    | Mondsee Straße                                                 | Straßwalchen–Sankt Gilgen | 33             |
| 155    | Münchener Straße                                               | Salisburgo-Lehen–Confine di stato presso Freilassing verso la Germania |                |
| 156    | Lamprechtshausener Straße                                      | Salisburgo Nord–Braunau am Inn |                |
| 156a   | Lamprechtshausener Straße, diramazione Oberndorf               | Oberndorf–Confine di stato a Laufen verso la Germania |                |
| 157    | Mattighofener Straße                                           | v. B 147 |                |
| 158    | Wolfgangsee Straße                                             | Salisburgo–Bad Ischl |                |
| 159    | Salzachtal Straße                                              | Anif–Bischofshofen, in passato fino via Mittersill fino a St. Johann in Tirolo | 46,8           |
| 160    | Berchtesgadener Straße                                         | Anif–Hangendenstein (Confine di stato verso la Germania), già B 159a |                |
| 161    | Pass Thurn Straße                                              | Mittersill–Sankt Johann in Tirol, già B 159 e B 343 |                |
| 162    | Lammertal Straße                                               | Golling–Abtenau-Lindenthal |                |
| 163    | Wagrainer Straße                                               | Altenmarkt im Pongau–Sankt Johann im Pongau |                |
| 164    | Hochkönig Straße                                               | Bischofshofen–Sankt Johann im Pongau |                |
| 165    | Gerlos Straße                                                  | Mittersill–Zell am Ziller, in passato parte della B 169 | 97             |
| 166    | Pass Gschütt Straße                                            | Niedernfritz–Bad Goisern |                |
| 167    | Gasteiner Straße                                               | Lend–Bad Gastein–Böckstein |                |
| 168    | Mittersiller Straße                                            | Zell am See–Mittersill, in passato parte della B 159 |                |
| 169    | Zillertalstraße                                                | Strass im Zillertal–Finkenberg/Dornauberg | 53,7           |
| 170    | Brixentalstraße                                                | Luech–Kitzbühel | 25,3           |
| 171    | Tiroler Straße                                                 | Confine di stato verso la Germania presso Kufstein–Landeck, in passato da Wörgl parte della B 1, tratto dal confine di stato a Wörgl già B 172                                                                               | 160            |
| 171a   | Tiroler Straße, diramazione Hall in Tirolo                     | Hall in Tirol–Ampass |                |
| 171b   | Tiroler Straße, diramazione Völs                               | Innsbruck-Kranebitten–Völs |                |
| 172    | Walchseestraße                                                 | Confine di stato con la Germania presso Kössen–Confine di stato verso la Germania ponte sul Inn presso Niederndorf, già B 171                                                                                                | 22,4           |
| 173    | Eibergstraße                                                   | Kufstein–Söll | 9,2            |
| 174    | Innsbrucker Straße                                             | Punto di collegamento Innsbruck Est–Höttinger Au | 5,2            |
| 175    | Wildbichler Straße                                             | Kufstein–Confine di stato verso la Germania presso Wildbichl | 15,8           |
| 176    | Kössener Straße                                                | St. Johann in Tirol–Confine di stato verso la Germania presso Klobenstein, già B 171b | 21,5           |
| 177    | Seefelder Straße                                               | Zirl–Confine di stato verso la Germania presso Scharnitz, giÀ B 185, poi B 313 | 21,4           |
| 178    | Loferer Straße                                                 | Wörgl–Confine di stato verso la Germania presso Unken, in passato parte della B 1, in seguito B 312 | 64,4           |
| 179    | Fernpassstraße                                                 | Nassereith (B 189) –Confine di stato verso la Germania presso Vils, in passato parte della B 189, in seguito B 314 | 74,4           |
| 180    | Reschenstraße                                                  | Zams–Confine di stato verso l'Italia (Passo di Resia), già B 187, poi B 315 | 46,2           |
| 181    | Achenseestraße                                                 | Strass im Zillertal–Confine di stato verso la Germania (Achenpass) | 33,5           |
| 182    | Brennerstraße                                                  | Innsbruck–Confine di stato verso l'Italia (Brennero) | 36,6           |
| 183    | Stubaitalstraße                                                | Schönberg–Mutterbergalm | 13,2           |
| 184    | Engadiner Straße                                               | Pfunds–Confine di stato verso la Svizzera presso Schalkl, già B 187a |                |
| 185    | Martinsbrucker Straße                                          | Nauders–Confine di stato verso la Svizzera presso Martinsbruck, già B 187b |                |
| 186    | Ötztalstraße                                                   | Haiming–Confine di stato verso l'Italia Timmelsjoch | 60             |
| 187    | Ehrwalder Straße                                               | Lermoos–Confine di stato verso la Germania presso Griesen, già B 190 |                |
| 188    | Silvrettastraße                                                | Bludenz–Pians | 63,3           |
| 189    | Mieminger Straße                                               | Telfs–Nassereith–Imst, tratto Nassereith–Imst già B 197 | 35,4           |
| 190    | Vorarlberger Straße                                            | Bludenz Est–Unterhochsteg (Confine di stato verso la Germania), in passato parte della B 1 |                |
| 191    | Liechtensteiner Straße                                         | Frastanz–Feldkirch–Tisis (Confine di stato verso il Liechtenstein), già B 1b |                |
| 192    | Gargellener Straße                                             | Sankt Gallenkirch–Gargellen |                |
| 193    | Faschinastraße                                                 | Bludenz–Au |                |
| 197    | Arlbergstraße                                                  | St. Anton am Arlberg–Langen am Arlberg, in passato parte della B 1 |                |
| 198    | Lechtalstraße                                                  | Alpe Rauz–Reutte |                |
| 199    | Tannheimer Straße                                              | Weißenbach am Lech–Schattwald (Confine di stato verso la Germania) |                |
| 200    | Bregenzerwaldstraße                                            | Dornbirn–Warth | 63,5           |
| 201    | Kleinwalsertalstraße                                           | Confine di stato con la Germania presso Walserschanz–Mittelberg–Baad | 13,1           |
| 202    | Schweizer Straße                                               | Bregenz–Höchst (Confine di stato verso la Germania) | 10,5           |
| 203    | Rheinstraße                                                    | Götzis–Hard | 16,8           |
| 204    | Lustenauer Straße                                              | Dornbirn–Lustenau– Confine di stato verso la Svizzera (Rheinbrücke) | 6,8            |
| 205    | Hittisauer Straße                                              | Müselbach–Aach (Confine di stato verso la Germania) | 16,4           |
| 208    | Eibesbrunner Straße                                            | Progetto abbandonato |                |
| 209    | Pöchlarner Straße                                              | Pöchlarn–Klein-Pöchlarn (ponte sul Danubio) | 2              |
| 210    | Badener Straße                                                 | Alland–Ebreichsdorf, già B 305 | 32             |
| 211    | Rohrauer Straße                                                | Bruck an der Leitha–Petronell-Carnuntum | 13,5           |
| 212    | Bad Vöslauer Straße                                            | Guntramsdorf–Berndorf |                |
| 213    | Tullnerfeld Straße                                             | Tulln an der Donau–Ried am Riederberg | 10             |
| 214    | Hohenberger Straße                                             | Freiland–Walkemühle |                |
| 215    | St. Leonharder Straße                                          | Mank–Matzleinsdorf |                |
| 216    | Weitental Straße                                               | Weitenegg–Würnsdorf |                |
| 217    | Ottenschlager Straße                                           | Spitz an der Donau–Ottenschlag |                |
| 218    | Langenloiser Straße                                            | Krems an der Donau–Langenlois |                |
| 219    | Poysdorfer Straße                                              | Staatz–Poysdorf | 11             |
| 220    | Gänserndorfer Straße                                           | Gänserndorf–Kollnbrunn | 18,1           |
| 221    | Wiener Gürtel Straße                                           | Vienna Döbling–Vienna Erdberg | 13,1           |
| 222    | Wiener Vororte Straße                                          | Vienna Brigittenau–Vienna Penzing, oggi senza numerazione |                |
| 223    | Flötzersteig Straße                                            | Vienna Lerchenfelder Gürtel–Vienna Hütteldorf | 4,8            |
| 224    | Altmannsdorfer Straße                                          | Vienna Neu-Erlaa–Vienna Schönbrunn | 5,7            |
| 225    | Wienerberg Straße                                              | Vienna Meidling–Vienna Simmering | 12,8           |
| 226    | Floridsdorfer Straße                                           | Vienna Brigittenau–Vienna Floridsdorf | 4,4            |
| 227    | Donaukanal Straße                                              | Vienna Heiligenstadt–Vienna Erdberg | 8              |
| 228    | Simmeringer Straße                                             | Vienna Erdberg–Vienna Simmering | 8,4            |
| 229    | Groß Jedlersdorfer Straße                                      | Vienna Großjedlersdorf–Vienna Leopoldau-Rautenweg (S 2) | 5,9            |
| 230    | Laxenburger Straße                                             | Vienna Südtiroler Platz–Vösendorf (S 1) | 6,5            |
| 232    | Donaufeld Straße                                               | Vienna Donaufeld-Vienna Stammersdorf, progetto |                |
| 233    | Himberger Straße                                               | Progetto abbandonato, oggi Progetto L2003 - circonvallazione Zwölfaxing |                |
| 301    | Wiener Südrand Straße                                          | oggi S 1 |                |
| 302    | Wiener Nordrand Straße                                         | oggi S 2 |                |
| 303    | Weinviertler Straße                                            | Hollabrunn–Kleinhaugsdorf, vecchia denominazione per l'odierna B 2 | 25,8           |
| 304    | Stockerauer Straße                                             | oggi S 5 |                |
| 305    | Wiener Nordostrand Straße                                      | Leobendorf/Korneuburg Kaserne -Donau Straße, fino al 1999 denominata B 208 | 2              |
| 306    | Semmering Ersatzstraße                                         | sostituita dalla S 6 |                |
| 307    | Parndorfer Straße                                              | oggi A 6 |                |
| 308    | Ennstal Ersatzstraße                                           | oggi B 320 |                |
| 309    | Steyrer Straße                                                 | Enns–Steyr | 17,0           |
| 309a   | Ennser Straße                                                  | Enns (A 1–B 1) | 1,0            |
| 310    | Mühlviertler Straße                                            | Unterweitersdorf–Wullowitz/Dolní Dvořiště (Confine di stato verso la Repubblica Ceca Tschechien) | 37,0           |
| 311    | Pinzgauer Straße                                               | Bischofshofen–Lofer | 94,0           |
| 312    | Loferer Straße                                                 | oggi B 178 |                |
| 313    | Seefelder Straße                                               | oggi B 177 |                |
| 314    | Fernpassstraße                                                 | oggi B 179 |                |
| 315    | Reschenstraße                                                  | oggi B 180 |                |
| 316    | Arlberg Ersatzstraße                                           | sostituita dalla S 16 |                |
| 317    | Friesacher Straße                                              | Judenburg–Sankt Veit an der Glan (S 37, B 82) | 88,0           |
| 318    | Himberger Straße                                               | progetto abbandonato, oggi progetto L2003 - circonvallazione Zwölfaxing |                |
| 319    | Fürstenfelder Straße                                           | Riegersdorf–Rudersdorf | 28,5           |
| 320    | Ennstal Straße                                                 | Altenmarkt im Pongau–Selzthal, in passato parte della B 112, in seguito B 146 e B 308 | 78,8           |
| 331    | Burgenland Ersatzstraße                                        | oggi S 31 e B 50 |                |
| 332    | Ödenburger Ersatzstraße                                        | in passato strada sostitutiva per la pianificata S 32, oggi progetto prolungamento-A 3 |                |
| 333    | Kremser Ersatzstraße                                           | sostituita dalla S 33 |                |
| 334    | Traisental Straße                                              | Sankt Pölten–Wilhelmsburg (Niederösterreich), progetto |                |
| 335    | Brucker Ersatzstraße                                           | sostituita dalla S 35 |                |
| 336    | Murtal Ersatzstraße                                            | sostituita dalla S 36 |                |
| 337    | Steyrer Ersatzstraße                                           | in passato strada sostitutiva per la pianificata S 37, oggi B 309 |                |
| 341    | Salzburger Ersatzstraße                                        | in passato strada sostitutiva per la pianificata S 41, oggi B 150 |                |
| 342    | Pass Thurn Ersatzstraße                                        | in passato strada sostitutiva per la pianificata S 42, oggi B 161 |                |